# Rhadiodromus
Rhinocerocephalus es un género extinto de sinápsidos no mamíferos que vivieron en el período Triásico Medio en lo que ahora es Europa (Rusia).